# Can't Buy Me Love (filme)
Can't Buy Me Love (bra: Namorada de Aluguel) é um filme americano de comédia romântica para adolescente de 1987, estrelado por Patrick Dempsey e Amanda Peterson, em uma história sobre um nerd de escola secundária em Tucson, Arizona, que dá a uma líder de torcida US$1.000 para fingir ser sua namorada por um mês. O filme foi dirigido por Steve Rash e tem o mesmo título de uma canção dos Beatles.

## Sinopse
Ronald Miller (Patrick Dempsey) é um jovem tímido e trabalhador, que sempre sonhou em ser popular no colégio. Quando ele descobre que Cindy Mancini (Amanda Peterson), uma garota linda que todos os garotos paqueram, está precisando de 1000 dólares ele surge com uma insólita proposta: empresta o dinheiro a ela e em troca ela deverá fingir ser sua namorada. Ela aceita e, com sua ajuda, ele acaba se tornando um dos garotos mais populares do colégio.

## Elenco
- Patrick Dempsey .... Ronald Miller
- Amanda Peterson .... Cindy Mancini
- Courtney Gains .... Kenneth Wurman
- Tina Caspary .... Barbara
- Seth Green .... Chuckie Miller
- Sharon Farrell .... sra. Mancini
- Darcy DeMoss .... Patty
- Dennis Dugan .... David Miller
- Cloyce Morrow .... Judy Miller
- Devin DeVasquez .... Iris
- Cort McCown .... Quint
- Eric Bruskotter .... Big John
- Gerardo Mejía .... Ricky
- Ami Dolenz ...  Fran
- Max Perlich ...  Lester

## Recepção da crítica
Can't Buy Me Love tem recepção mista por parte da crítica especializada. Possui tomatometer de 48% em base de 21 críticas no Rotten Tomatoes. Tem 76% de aprovação por parte da audiência, usada para calcular a recepção do público a partir de votos dos usuários do site.

## Produção
O filme teve sua locação em Tucson, Arizona, na escola Tucson High Magnet School (então conhecida como Tucson High School). A coreografia é de Paula Abdul, que fez uma ponta não creditada como uma dançarina. Os estudantes que aparecem nas cenas como figurantes também não foram pagos por suas aparições durante o filme.

## Principais prêmios e indicações
Young Artist Awards (EUA)
- Venceu na categoria de Melhor Ator Jovem de Cinema - Comédia (Patrick Dempsey).
- Indicado nas categorias de Melhor Filme para a Família - Comédia, Melhor Atriz Jovem de Cinema - Comédia (Tina Caspary e Amanda Peterson).
- Nomeado: Melhor Filme Familiar—Comédia

## Remake
Em 2003, Can't Buy Me Love foi refeito como Amor de Aluguel estrelando Nick Cannon e Christina Milian. Embora o evento desencadeador difira entre os dois filmes, muitos dos aspectos/cenas do filme original são reinterpretados neste remake, como o consumo de ovo cru na sala de aula de Economia Doméstica, bem como o líder de torcida dizendo ao valentão que ele está sentado na seção errada no refeitório que ele (o valentão) precisa sentar-se na "seção babaca" da lanchonete.